# 염화 철(III)
염화 철(III)(Iron(III) chloride)은 화학식 FeCl3을 갖는 무기 화합물이다. +3 산화수의 흔한 철 화합물이다. 이 무수화합물은 고체 결정이며 녹는점은 307.6 °C에 이른다. 색은 보는 각도에 따라 다르게 나타난다. 반사되는 빛에 의해 결정은 어두운 녹색으로 보이지만 투과되는 빛에 의해 자주색-빨간색으로 보인다.

## 준비
2 Fe + 3 Cl
2 → 2 FeCl
3

## 안전
염화 철(III)은 유해하며 매우 부식성이 강한 산성이다. 강력한 탈수제 역할을 한다.
인간에 미치는 독성이 희귀하다는 보고가 있긴 하지만 염화 철을 소화하면 치명적이며 사망에 이를 수 있다.